# U prolazu
U prolazu treći je studijski album splitske glazbenice Meri Cetinić, kojeg 1981. godine objavljuje diskografska kuća Jugoton.
Album je sniman u studiju "Antesonic" u Arnhemu, Nizozemska 1981. godine. Producent i aranžer je Ante Cetinić, dok je skladatelj Meri Cetinić.

## Popis pjesama

### A strana
1. "U prolazu" (3:48)
2. "Nismo htjeli ni ja ni ti" (3:56)
3. "Ako želiš idi" (3:41)
4. "Ja slutim (3:18)
5. "Računaj na mene" (3:37)

### B strana
1. "Svuda oko nas" (3:54)
2. "Malo mora na mom dlanu" (4:22)
3. "Uvijek ima" (4:39)
4. "Sjedim i sviram" (4:58)

## Izvođači
- Meri Cetinić - Solo vokal, svi prateći vokali, akustični glasovir
- Ante Cetinić - akustična i električna gitara, bas-gitara], električni glasovir, Hammond organ, Crumar DS2 polyphonic sintisajzer, udaraljke
- Nico Groen - Bubnjevi

### Produkcija
- Producent, aranžer - Ante Cetinić
- Glavni i odgovorni urednik - Dubravko Majnarić
- Skladatelj - Meri Cetinić
- Snimatelj - Ante Cetinić
- Dizajn - Pavle Majić

## Vanjske poveznice
- Službene stranice Meri Cetinić - Recenzija albuma